# نظام کوک خالص

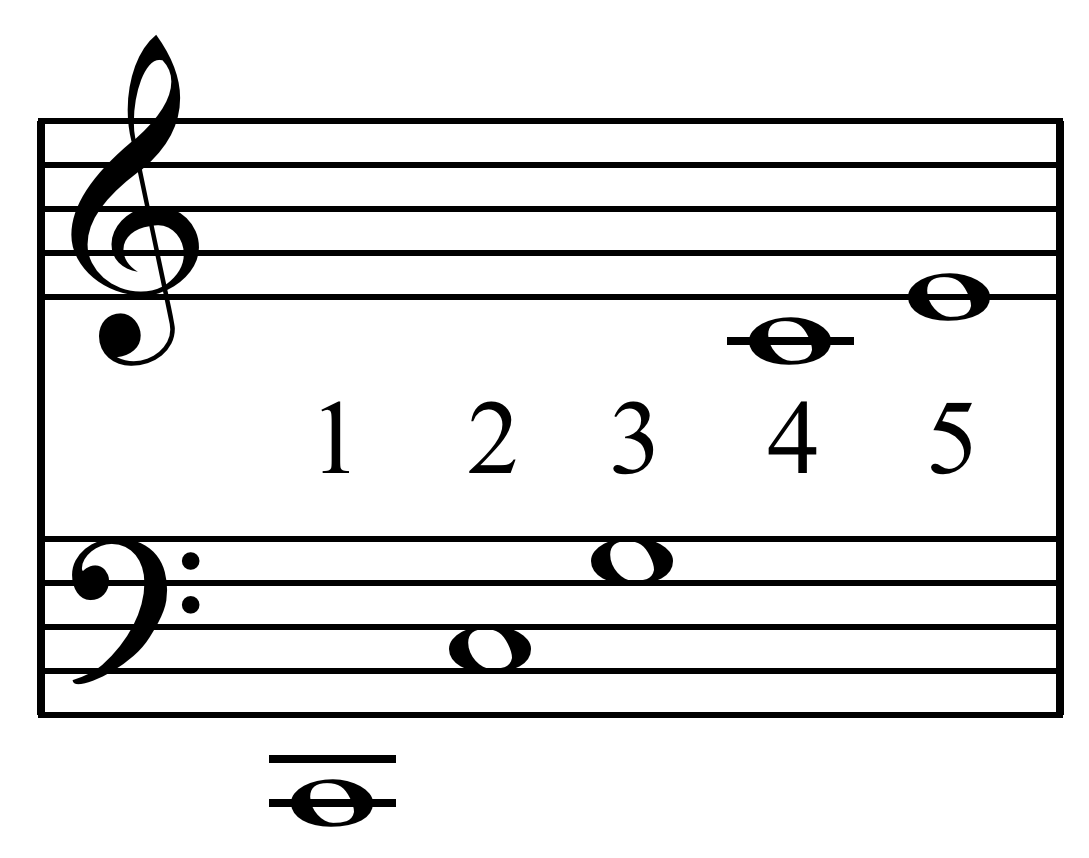
یک سری هارمونیک که در آن اجزای ۱ تا ۵ مشخص شده‌اند. Play ^{راهنما·اطلاعات}.

در تئوری موسیقی نظام کوک خالص یک روش کوک‌کردن است که در آن بسامد نت‌ها با استفاده از کسرهایی از اعداد طبیعی کوچک تعریف شده‌اند. فاصله‌ای که به این روش کوک شود یک فاصلهٔ خالص نامیده می‌شود. فاصله‌های خالص در موسیقی مهم هستند چرا که با الگوی ارتعاش قسمت‌های مختلف ساز که صدا را تولید می‌کند تناسب دارند. دو نتِ هر فاصلهٔ خالص، عضوی از یک سری هارمونیک هستند. نسبت‌های بسامد که شامل اعداد طبیعی بزرگ باشند (نظیر ۱۰۲۴:۷۲۹) عموماً خالص دانسته نمی‌شوند. «نظام کوک خالص در اصل روشی است که برای کوک کردن ساز برای نواختن مدهای یونانی که بطلمیوس تعریف کرد استفاده می‌شده؛ این روش ایده‌آل نوازندگان و نظریه‌پردازان دورهٔ رنسانس بود و در فرهنگ موسیقی باستانی و مدرن در سراسر جهان به کار گرفته شده‌است.»
نظام کوک خالص را می‌توان در تقابل و مقایسه با اعتدال مساوی در نظر گرفت که در آن دسته از سازهای موسیقی غربی که کوک ثابت دارند (نظیر پیانو و ارگ) و نیز در سازهای الکترونیکی به کار می‌رود. در اعتدال مساوی، تمام فاصله‌ها به عنوان مضربی از یک فاصلهٔ پایه تعریف می‌شوند یا به بیان دقیق‌تر، تمام فاصله‌ها از رساندن کوچک‌ترین فاصلهٔ ممکن به توان یک عدد طبیعی محاسبه می‌شوند، لذا دو نت اگر فاصلهٔ مشابهی داشته باشند، نسبت بسامدشان همیشه عددی یکسان خواهد بود. اما به جز یک استثنا (فاصلهٔ اکتاو که نسبت بسامد ۲:۱ دارد)، بقیهٔ این نسبت‌ها کسری از اعداد طبیعی کوچک نخواهند بود. هر فاصله در نظام کوک خالص تفاوت اندکی با فاصلهٔ مشابه در اعتدال مساوی دارد.
فاصله‌هایی که بر اساس نظام کوک خالص کوک شده باشند را می‌توان به صورت یک نسبت (مثلاً ۳:۲) یا یک کسر (مثلاً ۳/۲) نمایش داد. برای مثال دو نت که یکی بسامد ۳۰۰ هرتز (نوسان در ثانیه) و دیگر بسامد ۲۰۰ هرتز دارند، هر دو بسامدشان مضربی از ۱۰۰ است لذا جزء یک سری هارمونیک بر پایهٔ ۱۰۰ هرتز هستند. نسبت این دو نت (۳:۲) می‌تواند به عنوان یک فاصله (در اینجا، فاصلهٔ پنجم درست) تعریف گردد که همان فاصلهٔ بین هارمونیک دوم و سوم هر نت است.

## نمونه‌های صوتی
نظام کوک خالص
 راهنما·اطلاعات یک گام لا ماژور، سپس سه آکورد سه‌صدایی، و در نهایت توالی پنجم‌ها، همگی بر اساس نظام کوک خالص.
 اعتدال مساوی
 راهنما·اطلاعات یک گام لا ماژور، سپس سه آکورد سه‌صدایی، و در نهایت توالی پنجم‌ها، همگی بر اساس نظام کوک خالص. اگر این پرونده را با بالای مقایسه کنید ممکن است متوجه ضربان‌دار بودن صدا در این یکی بشوید.
 مقایسهٔ اعتدال مساوی و نظام کوک خالص
 راهنما·اطلاعات یک جفت فاصلهٔ سوم بزرگ، سپس یک جفت آکورد بزرگ کامل. در هر جفت، اولی با کوک اعتدال مساوی است و دومی با نظام کوک خالص. صدای پیانو.
 مقایسهٔ اعتدال مساوی و نظام کوک خالص، با موج مربعی‌شکل
 راهنما·اطلاعات یک جفت آکورد بزرگ. اولی با کوک اعتدال مساوی، دومی با نظام کوک خالص. آکوردها مرتباً تکرار می‌شوند و بین دو روش کوک جابه‌جا می‌شوند. در اعتدال مساوی، ضربان‌هایی با بسامد ۴ هرتز و ۰٫۸ هرتز قابل شنیدن هستند. در نظام کوک خالص این ضربان‌ها وجود ندارند. موج مربعی‌شکل تشخیص تفاوت بین اعتدال مساوی و نظام کوک خالص را آشکارتر می‌کند.

## تاریخچه

### ریشه
فواصل هارمونیک به‌طور طبیعی در شیپورها، سازهای دارای سیم، و در صدای آواز خواندن انسان وجود دارند.

### تاریخ ثبت‌شده
کوک فیثاغورثی، که احتمالاً اول کوک‌کردنی بود که در موسیقی غربی مورد نظریه‌پردازی قرار گرفت، یک روش کوک‌کردن است که در آن همهٔ نت‌ها با رساندن نسبت ۳:۲ (متناظر با فاصلهٔ پنجم درست) به توان اعداد طبیعی به دست می‌آیند. درک این مطلب با استفاده از دایره پنجم‌ها آسانتر است.